# Liste deutscher U-Boote (1935–1945)/U 1251–U 1500
Deutsche U-Boote (1935–1945):
U 1–U 250 | U 251–U 500 | U 501–U 750 | U 751–U 1000 | U 1001–U 1250 | U 1251–U 1500 | U 1501–U 4870

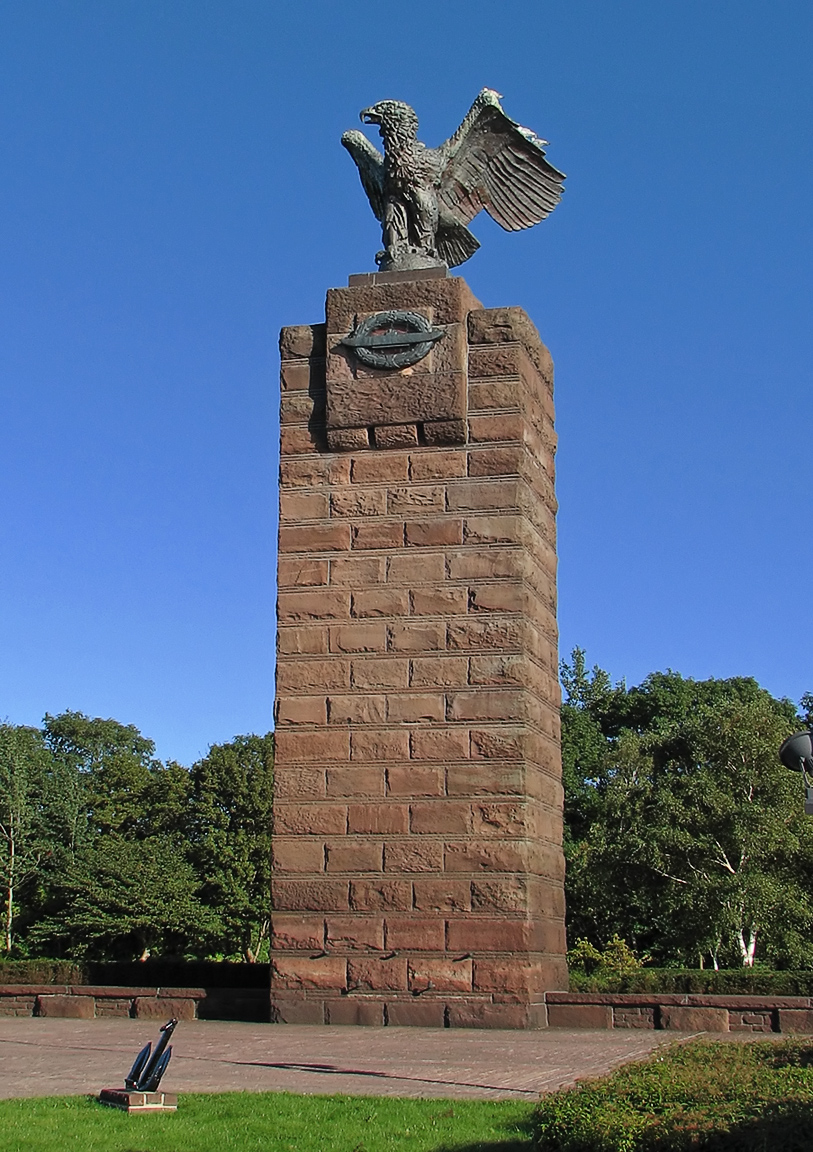
U-Boot-Ehrenmal Möltenort

Die Liste deutscher U-Boote (1935–1945)/U 1251–U 1500 verzeichnet die von der Kriegsmarine im Zweiten Weltkrieg eingesetzten U-Boote.

## Legende
Zum Schicksal der U-Boote (Stichdatum 8. Mai 1945).
- † = durch Feindeinwirkung zerstört
- ? = im Einsatz vermisst
- § = vom Feind aufgebracht, gekapert oder erbeutet
- × = Unfall oder selbst versenkt
- A = Außerdienststellung (verschrottet, abgewrackt oder einer anderen Verwendung zugeführt)

## U 1251–U 1300
| Schiff          | Klasse  | Indienststellung | Außerdienststellung |   | Bemerkung |
| --------------- | ------- | ---------------- | ------------------- | - | --- |
| U 1251 – U 1262 | IX C40  |                  |                     |   | Am 22. September 1942 in Auftrag gegeben. Noch vor Kiellegung Bau am 30. September 1943 ausgesetzt und am 6. November 1943 abgebrochen                                                                                   |
| U 1263 – U 1270 |         |                  |                     |   | Bauauftrag nicht vergeben |
| U 1271          | VII C41 | 12. Januar 1944  | 8. Mai 1945         | A | Keine Feindfahrten. In Bergen (Norwegen) an die Royal Navy ausgeliefert. Im Rahmen der Operation Deadlight bei 55° 28′ N, 7° 20′ W versenkt                                                                              |
| U 1272          | VII C41 | 28. Januar 1944  | 8. Mai 1945         | A | 1 Feindfahrt; keine Erfolge. In Bergen (Norwegen) an die Royal Navy ausgeliefert. Im Rahmen der Operation Deadlight bei 55° 50′ N, 10° 5′ W versenkt.                                                                    |
| U 1273          | VII C41 | 16. Februar 1944 | 17. Februar 1945    | † | 1 Feindfahrt; keine Erfolge. In Oslofjord nahe Horten (Norwegen) bei 59° 24′ N, 10° 28′ O auf eine Mine gelaufen und gesunken (43 Tote, 8 Überlebende). 1946 von der norwegischen Marine teilweise geborgen und zerstört |
| U 1274          | VII C41 | 1. März 1944     | 16. April 1945      | † | 1 Feindfahrt; 1 Schiff mit 8966 BRT versenkt. Nördlich von Newcastle (England) bei 55° 36′ N, 1° 24′ W vom britischen Zerstörer HMS Viceroy mit Wasserbomben versenkt (44 Tote, Totalverlust)                            |
| U 1275          | VII C41 | 22. März 1944    | 3. Mai 1945         | × | Schulungsboot. Im Dock der Deutsche Werke AG selbst versenkt |
| U 1276          | VII C41 | 6. April 1944    | 20. Februar 1945    | † | 1 Feindfahrt; 1 Kriegsschiff mit 925 t versenkt. Südlich von Waterford (Irland) bei 51° 48′ N, 7° 7′ W von der britischen Sloop HMS Amethyst mit Wasserbomben versenkt (49 Tote, Totalverlust)                           |
| U 1277          | VII C41 | 3. Mai 1944      | 3. Juni 1945        | × | 1 Feindfahrt; keine Erfolge. Nahe Porto (Portugal) bei 41° 9′ N, 8° 41′ W ohne Verluste selbst versenkt. Die Mannschaft ging in britische Kriegsgefangenschaft                                                           |
| U 1278          | VII C41 | 31. Mai 1944     | 17. Februar 1945    | † | 1 Feindfahrt; keine Erfolge. Nordwestlich von Bergen (Norwegen) bei 61° 32′ N, 1° 36′ O von den britischen Fregatten HMS Bayntun und HMS Loch Eck mit Wasserbomben versenkt (48 Tote, Totalverlust)                      |
| U 1279          | VII C41 | 5. Juli 1944     | 3. Februar 1945     | † | 1 Feindfahrt; keine Erfolge. Nordwestlich von Bergen (Norwegen) etwa bei 61° 26′ N, 2° 0′ O von den britischen Fregatten HMS Bayntun, HMS Braithwaite und HMS Loch Eck mit Wasserbomben versenkt (48 Tote, Totalverlust) |
| U 1280 – U 1281 | VII C41 |                  |                     |   | Am 22. September 1942 in Auftrag gegeben, Kiellegung 17. September 1943. Bei Bauabbruch am 23. September 1944 zu etwa 50–60 % fertiggestellt                                                                             |
| U 1282          | VII C41 |                  |                     |   | Am 22. September 1942 in Auftrag gegeben, Kiellegung 20. Oktober 1943. Bei Bauabbruch am 23. September 1944 zu etwa 50–60 % fertiggestellt                                                                               |
| U 1283 – U 1285 | VII C41 |                  |                     |   | Am 22. September 1942 in Auftrag gegeben. Noch vor Kiellegung Bau am 30. September 1943 ausgesetzt und am 22. Juli 1944 abgebrochen                                                                                      |
| U 1285 – U 1291 | VII C41 |                  |                     |   | Am 22. September 1942 in Auftrag gegeben. Noch vor Kiellegung Bau am 30. September 1943 ausgesetzt und am 6. November 1943 abgebrochen                                                                                   |
| U 1292 – U 1297 | VII C42 |                  |                     |   | Am 1. April 1943 in Auftrag gegeben. Noch vor Kiellegung Bau am 30. September 1943 ausgesetzt und am 6. November 1943 abgebrochen                                                                                        |
| U 1298 – U 1300 |         |                  |                     |   | Bauauftrag nicht vergeben |

## U 1301–U 1350
| Schiff          | Klasse  | Indienststellung   | Außerdienststellung |   | Bemerkung |
| --------------- | ------- | ------------------ | ------------------- | - | --- |
| U 1301          | VII C41 | 11. Februar 1944   | 8. Mai 1945         | A | Keine Feindfahrten. In Bergen an die Royal Navy ausgeliefert. Im Rahmen der Operation Deadlight bei 55° 50′ N, 10° 5′ W versenkt |
| U 1302          | VII C41 | 25. Mai 1944       | 7. März 1945        | † | 1 Feindfahrt; 3 Schiffe mit zusammen 8386 BRT versenkt. Im St. George’s Channel bei 52° 19′ N, 5° 23′ W von den kanadischen Fregatten HMCS La Hulloise, HMCS Strathadam und HMCS Thetford Mines mit Wasserbomben versenkt (48 Tote, Totalverlust) |
| U 1303          | VII C41 | 5. April 1944      | 4. Mai 1945         | × | Keine Feindfahrten. In der Kupfermühlenbucht selbst versenkt, Wrack abgebrochen |
| U 1304          | VII C41 | 6. September 1944  | 4. Mai 1945         | × | Keine Feindfahrten. In der Kupfermühlenbucht selbst versenkt, Wrack abgebrochen |
| U 1305          | VII C41 | 13. September 1944 | 10. Mai 1945        | A | Keine Feindfahrten. Am 10. Mai 1945 in Loch Eriboll, Schottland ausgeliefert. Ab November 1945 als S 84 bei der sowjetischen Marine im Dienst |
| U 1306          | VII C41 | 20. Dezember 1944  | 5. Mai 1945         | × | Keine Feindfahrten. In der Geltinger Bucht selbst versenkt, Wrack abgebrochen |
| U 1307          | VII C41 | 17. November 1944  | 8. Mai 1945         | A | Keine Feindfahrten. In Bergen an die Royal Navy ausgeliefert. Im Rahmen der Operation Deadlight bei 55° 50′ N, 10° 5′ W versenkt. |
| U 1308          | VII C41 | 17. Januar 1945    | 2. Mai 1945         | × | Keine Feindfahrten. Nordwestlich von Warnemünde selbst versenkt. Februar 1953 gehoben und 1954 in Rostock abgebrochen |
| U 1309 – U 1312 | VII C41 |                    |                     |   | Am 22. September 1942 in Auftrag gegeben. Noch vor Kiellegung Bau am 6. November 1943 ausgesetzt und am 22. Juli 1944 abgebrochen |
| U 1313 – U 1318 | VII C42 |                    |                     |   | Am 17. April 1943 in Auftrag gegeben. Noch vor Kiellegung Bau am 30. September 1943 ausgesetzt und am 6. November 1943 abgebrochen |
| U 1319 – U 1330 |         |                    |                     |   | Bauauftrag nicht vergeben |
| U 1331 – U 1338 | VII C41 |                    |                     |   | Am 16. Juli 1942 in Auftrag gegeben. Noch vor Kiellegung Bau am 30. September 1943 ausgesetzt und am 22. Juli 1944 abgebrochen |
| U 1339 – U 1344 | VII C42 |                    |                     |   | Am 22. Februar 1943 in Auftrag gegeben. Noch vor Kiellegung Bau am 30. September 1943 abgebrochen |
| U 1345 – U 1350 | VII C42 |                    |                     |   | Am 17. April 1943 in Auftrag gegeben. Noch vor Kiellegung Bau am 30. September 1943 abgebrochen |

## U 1351–U 1400
| Schiff          | Klasse | Indienststellung | Außerdienststellung |  | Bemerkung                 |
| --------------- | ------ | ---------------- | ------------------- |  | ------------------------- |
| U 1351 – U 1400 |        |                  |                     |  | Bauauftrag nicht vergeben |

## U 1401–U 1450
| Schiff          | Klasse  | Indienststellung  | Außerdienststellung |   | Bemerkung |
| --------------- | ------- | ----------------- | ------------------- | - | --- |
| U 1401 – U 1404 | VII C41 |                   |                     |   | Am 2. Januar 1943 in Auftrag gegeben. Noch vor Kiellegung Bau am 30. September 1943 ausgesetzt und am 22. Juli 1944 abgebrochen                                             |
| U 1405          | XVII B  | 21. Dezember 1944 | 5. Mai 1945         | × | Versuchsboot für den Walter-Antrieb. In der Eckernförder Bucht selbst versenkt, Wrack abgebrochen                                                                           |
| U 1406          | XVII B  | 8. Februar 1945   | 5. Mai 1945         | × | Versuchsboot für den Walter-Antrieb. In Cuxhaven selbst versenkt. Später gehoben und zu Testzwecken in die Vereinigten Staaten gebracht, 1948 abgebrochen                   |
| U 1407          | XVII B  | 13. März 1945     | 1949                | A | Versuchsboot für den Walter-Antrieb. Am 5. Mai 1945 in Cuxhaven selbst versenkt. Später gehoben und als HMS Meteorite im Dienst der Royal Navy gewesen                      |
| U 1408          | XVII B  |                   |                     |   | Am 4. Januar 1943 in Auftrag gegeben, Kiellegung 27. November 1943. Während des Baus in Hamburg durch einen Luftangriff am 30. März 1945 schwer beschädigt und verschrottet |
| U 1409          | XVII B  |                   |                     |   | Am 4. Januar 1943 in Auftrag gegeben, Kiellegung 15. Dezember 1943. Während des Baus in Hamburg durch einen Luftangriff am 30. März 1945 schwer beschädigt und verschrottet |
| U 1410          | XVII B  |                   |                     |   | Am 4. Januar 1943 in Auftrag gegeben, Kiellegung 31. Dezember 1943. Während des Baus in Hamburg durch einen Luftangriff am 30. März 1945 schwer beschädigt und verschrottet |
| U 1411 – U 1416 | XVII B  |                   |                     |   | Am 4. Januar 1943 in Auftrag gegeben. Noch vor Kiellegung Bau am 30. September 1943 ausgesetzt und am 22. Juli 1944 abgebrochen                                             |
| U 1417 – U 1422 | VII C41 |                   |                     |   | Am 22. Februar 1943 in Auftrag gegeben. Noch vor Kiellegung Bau am 30. September 1943 ausgesetzt und am 22. Juli 1944 abgebrochen                                           |
| U 1423 – U 1434 | VII C42 |                   |                     |   | Am 22. Februar 1943 in Auftrag gegeben. Noch vor Kiellegung Bau am 30. September 1943 ausgesetzt und am 6. November 1943 abgebrochen                                        |
| U 1435 – U 1439 | VII C41 |                   |                     |   | Am 17. April 1943 in Auftrag gegeben. Noch vor Kiellegung Bau am 30. September 1943 ausgesetzt und am 22. Juli 1944 abgebrochen                                             |
| U 1440 – U 1450 | VII C42 |                   |                     |   | Am 17. April 1943 in Auftrag gegeben. Noch vor Kiellegung Bau am 30. September 1943 ausgesetzt und am 6. November 1943 abgebrochen                                          |

## U 1451–U 1500
| Schiff          | Klasse  | Indienststellung | Außerdienststellung |  | Bemerkung |
| --------------- | ------- | ---------------- | ------------------- |  | --- |
| U 1451 – U 1463 | VII C42 |                  |                     |  | Am 17. April 1943 in Auftrag gegeben. Noch vor Kiellegung Bau am 30. September 1943 ausgesetzt und am 6. November 1943 abgebrochen |
| U 1464 – U 1500 |         |                  |                     |  | Bauauftrag nicht vergeben |

## Nächste U-Boot-Serie
- Liste deutscher U-Boote (1935–1945)/U 1501–U 4870